# Pajsije Svetogorac
Sveti Pajsije Svetogorac (grčki: Παΐσιος ὁ Ἁγιορείτης, Paisios o' Agioreités; Farasa, Kapadocija, 1924. – Solun, 1994.) bio je grčki pravoslavni asket sa Svete Gore. Danas ga štuju pravoslavni kršćani, posebno u Grčkoj, Rumunjskoj, Rusiji, Srbiji, Crnoj Gori i Siriji.
Kanonizirao ga je 13. siječnja 2015. Sveti Sinod Ekumenskog patrijarhata.